# 艾爾鎮區 (北達科他州卡斯縣)
艾爾鎮區（英語：Ayr Township）是位於美國北達科他州卡斯縣的一個鎮區。

## 地方資料
艾爾鎮區的面積為93.29平方千米，皆為陸地。根據2020年美國人口普查的數據，當地共有人口69人，而人口密度為每平方千米0.75人。